# FMA Ae. C.1
ФМА Ae. C.1 (исп. FMA I.Ae. C.1) — аргентинский трёхместный самолёт общего назначения, использовавшийся как учебный летательный аппарат. Спроектирован командой инженеров кордовского Института аэротехники. Первый самолёт собственной разработки фирмы FMA.

## История создания и службы
В 1927 году, в период подъёма аргентинской экономики, президентом Аргентины Марсело Торкуато де Альвеаром в городе Ко́рдова был основан государственный авиационный завод, получивший название Fábrica Militar de Aviones. Не имея конструкторской школы, FMA первоначально ограничилась выпуском по лицензии иностранных образцов авиатехники, таких как Avro 504N Gosport, Bristol F.2B и Dewoitine D-21. В начале 1930-х FMA приступила к проектированию первого самолёта собственной разработки. Несмотря на распространённое мнение, Ae. C.1 не был первым самолётом аргентинской разработки. Пионерами авиастроения Аргентины являлись инженер Пабло Кастебер и серия его самолётов — 910-I, 911-II, 912-III, 913-IV, 914-V, 915-VI, 915-VII, и маркиз Рауль Патерас Пескара — вертолёты 2F, 2S, 4S и др.
Первый полёт прототип совершил 28 сентября 1931 года, под управлением лётчика-испытателя Хосе Онорио Родригеса (исп. José Honorio Rodríguez). Проект вызвал интерес у военных, после чего Ae. C.1 Triplaza переоборудовали в учебный самолёт. Однако, заказ на Ae. C.1 от военного ведомства не поступил. Второй прототип, получивший название Ae. C.1 Prototipo и несколько отличавшийся от первого, был передан в эскадрилью Sol de Mayo (рус. «Майское солнце»). Дальнейшим развитием самолёта стало семейство C.2/C.3 и MO.1.

## Конструкция
Представлял собой свободнонесущий моноплан смешанной конструкции с низкорасположенным крылом. Хвостовое оперение расчалочное. Неубираемое трёхопорное шасси имело хвостовой костыль. Низкорасположенные крылья выполнялись из дерева, фюзеляж и некоторые другие элементы конструкции производились из стали. Кабина — закрытая. В зависимости от варианта на Ae. C.1 могли устанавливаться 5-цилиндровый звёздообразный двигатель Armstrong Siddeley Genet Major мощностью 140 л. с. (104 кВт), либо Armstrong Siddeley Mongoose (150 л. с. [112 кВт]) с кольцом Тауненда. Упоминается о попытке использования 110-сильного двигателя французской фирмы Гном-Рон, но эти данные не находят официального подтверждения. В зависимости от варианта использования самолёт мог вмещать 1-2 пассажиров.

## Тактико-технические характеристики
Источник данных: журнал «Мировая авиация» № 131, Crónicas y testimonios

Технические характеристики
- Экипаж: 1
- Пассажировместимость: 1-2
- Длина: 7,75 м
- Размах крыла: 12,00 м
- Высота: 3,16 м
- Площадь крыла: 19 м²
- Масса пустого: 700 кг
- Максимальная взлётная масса: 1120 кг
- Силовая установка: 1 × ПД Armstrong Siddeley Genet Major
- Мощность двигателей: 1 × 140 л.с. (1 × 104 кВт)

Лётные характеристики
- Максимальная скорость: 180 км/ч
- Крейсерская скорость: 171 км/ч
- Практическая дальность: 1300 км
- Практический потолок: 4 300 м